# Michel Piccoli
Michel Piccoli született: Jacques Daniel Michel Piccoli, (Párizs, 1925. december 27. – Saint-Philbert-sur-Risle, 2020. május 12.) David di Donatello-díjas francia színész és filmrendező.

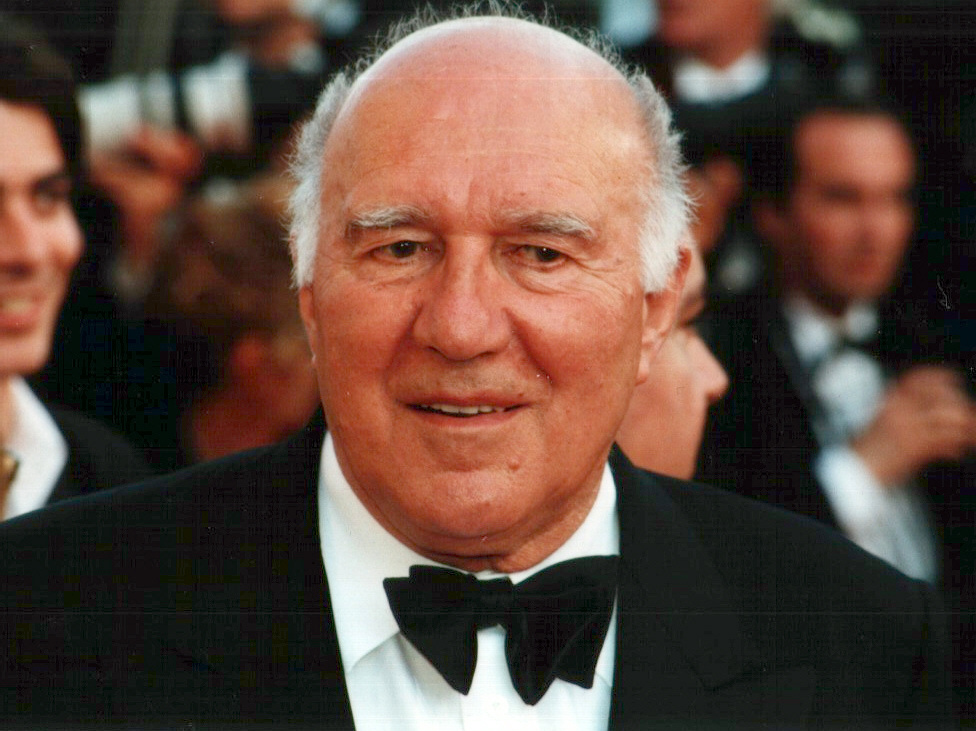
Cannes-ban, 2000-ben

## Élete
Zenész családban született; anyja zongoraművész, apja hegedűművész volt. Háromszor nősült, első felesége Éléonore Hirt, majd 11 éven keresztül az énekes Juliette Grécóval élt házasságban, később az utolsó felesége Ludivine Clerc lett. Egyetlen lánya van az első házasságából, Anne-Cordélia.
Húszévesen a Théâtre Babylone és a Reynauld-Barrault színház társulatában kezdte színészi karrierjét, az 1950-es évektől kezdett rendszeresen filmekben szerepelni. Godard 1963-as A megvetésével vált ismertté. Piccoli az elmúlt 50 év során több mint 100 filmben szerepelt. Godard mellett dolgozott a legjelentősebb európai és amerikai rendezőkkel, mint Alfred Hitchcock (Topáz), Louis Malle (Atlantic City) vagy Marco Ferreri (A nagy zabálás, Dillinger halott, A szuka). Legfontosabb szerepei közé tartozott Luis Buñuel munkáiban látható alakításai (A nap szépe, A burzsoázia diszkrét bája, A szabadság fantomja). Michel Piccoli 1979-ben elnyerte a cannes-i nemzetközi filmfesztivál legjobb színészének járó díját.
Piccoli elkötelezett baloldali politikai aktivista, a pacifista Békemozgalom tagja, gyakran exponálta magát a szélsőjobboldalinak minősített Nemzeti Fronttal szemben, és aktívan tevékenykedett az Amnesty International szervezettel. 1981-ben támogatta François Mitterrand kampányát, és azóta is hű maradt a Szocialista Párt táborához. 2007 márciusában 150 másik értelmiségivel együtt aláírta azt a felhívást, amely Ségolène Royalt támogatva mozgósított az „arrogáns jobboldal ellen”.

## Főbb filmszerepei
- 1963: Egy szobalány naplója
- 1963: A megvetés
- 1965: A tökéletes bűntény (Compartiment tueurs)
- 1965: Dom Juan ou le Festin de Pierre, tévéfilm
- 1967: A nap szépe
- 1967: A rochefort-i kisasszonyok
- 1968: Szívdobbanás
- 1969: Topáz
- 1969: Dillinger halott
- 1970: Az élet dolgai
- 1972: A szuka
- 1972 A burzsoázia diszkrét bája
- 1973: A nagy zabálás
- 1973: Themroc
- 1974: A szabadság fantomja
- 1976: Az utolsó asszony
- 1976: Todo modo (rendezte: Elio Petri) ... Ő
- 1980: Atlantic City
- 1984: A holtak seregének tábornoka
- 1984: Veszélyes lépések
- 1986: Rossz vér
- 1987: Milyen jóízűek a fehérek
- 1990: Milou májusban
- 1991: A szép bajkeverő
- 1992: Le Visionarium
- 1993: A hercegi vacsora, (Chateaubriand hangja)
- 1995: Les Cent et une Nuits de Simon Cinéma
- 1998: A sivatag rabjai
- 2000: Minden rendben, mehetünk!
- 2003: A kis Lili
- 2006: Őszi kertek
- 2006: Örök szépség
- 2007: Langeais hercegnő
- 2007: Párizs háztetői
- 2008: A háborúról
- 2011: Van pápánk! (Habemus Papam)
- 2012: A végakarat

## Fontosabb díjak, jelölések
32. cannes-i nemzetközi filmfesztivál
- 1979 díj: legjobb férfi alakítás díja Salto nel vuoto (1980)

Berlini Nemzetközi Filmfesztivál
- 1982 díj: legjobb alakítás díja – Strange Affair (1981)

César-díj
- 1992 jelölés: legjobb színész – A szép bajkeverő (1991)
- 1991 jelölés: legjobb színész – Milou májusban (1990)
- 1985 jelölés: legjobb színész – Veszélyes lépések (1984)
- 1982 jelölés: legjobb színész – Strange Affair (1981)

David di Donatello-díj
- 2012 jelölés: legjobb színész – Van pápánk! (2011)

Európai Filmdíj
- 2011 jelölés: legjobb színész – Van pápánk! (2011)
- 2011 díj: tiszteletbeli díj
- 2007 jelölés: legjobb színész – Örök szépség (2006)
- 2001 jelölés: legjobb színész – Je rentre à la maison (2001)

Locarnói Nemzetközi Filmfesztivál
- 2007 díj: Ezüst leopárd (legjobb színész) – Párizs háztetői (2007)
- 2007 díj: Excellence Award

Velencei Nemzetközi Filmfesztivál
- 1997 díj: Filmcritica "Bastone Bianco" Award – Alors voilà (1997)
- 1990 díj: Special Golden Ciak – Alors voilà (1997)

## További információ
- Michel Piccoli a PORT.hu-n (magyarul)
- Michel Piccoli az Internetes Szinkronadatbázisban (magyarul)
- Michel Piccoli az Internet Movie Database-ben (angolul)
- Michel Piccoli a Rotten Tomatoeson (angolul)
- Michel Piccoli az AlloCiné weboldalán (franciául)
- Michel Piccoli Profile. Famousfix.com. (Hozzáférés: 2023. március 1.)